# SELF-iSH
SELF-iSH - второй студийный альбом американской инди-рок группы Will Wood and The Tapeworms.Он был независимо выпущен 23 августа 2016 года и позже получил распространение через Say-10 records. Альбом, поддержанный тремя синглами и четырьмя музыкальными клипами, был написан Уиллом Вудом и спродюсирован Кевином Антреассианом. Self-ish получил положительный приём за свою хаотичную энергию и широкий спектр музыкального влияния.

## Фон
До релиза Уилл Вуд описал Self-ish как «об идентичности, эго и его отсутствии». Он стремился к смелости и отсутствию тонкости, чтобы усилить свою собственную честность на альбоме. Он был спродюсирован, сведен и сведен Кевином Антреассианом из  Dillinger Escape Plan. Во время творческого процесса Вуд не принимал лекарства и был новичком в терапии, что привело к лихорадочным сессиям написания и интенсивным эмоциональным переживаниям.

## Выпуск
8 июля 2016 года в качестве ведущего сингла Self-ish был выпущен "Mr. Capgras Encounters a Secondhand Vanity: Tulpamancer's Prosopagnosia / Pareidolia (As Direct Result of Trauma to Fusiform Gyrus)" . Наряду с этим был выпущен видеоклип, совместно снятый Уиллом Вудом и Адамом Навротом, в котором группа выступала обнаженной в монохромной комнате. "Dr. Sunshine Is Dead" был выпущен 28 июля в качестве второго сингла, за которым последовал "2012" в качестве третьего и последнего сингла 9 августа. На последний в тот же день был выпущен видеоклип, снятый Вудом с Джесси Лазарусом и Мэдди Шварц. В нем группа выступает в комнате хранения улик и на вечеринке, периодически переходя к Вуду с раскраской тела и различными фрагментами перенасыщенных или ненасыщенных кадров.
SELF-iSH был выпущен как второй альбом Will Wood and the Tapeworms 23 августа 2016 года.

## Приём
Self-ish содержит заглавные треки «Self-» и «-Ish», фортепианные баллады, которые открывают и закрывают альбом из восьми песен соответственно. Они обсуждают амнезию Вуда из-за употребления наркотиков. Трек «2012» дополнительно развивает эту тему, фанк ориентированный трек с текстами о духовности и психоделиках. Его композиция вращается вокруг саксофона, фортепиано и казу, в то время как текст песни поется в быстром темпе.
«Cotard's Solution (Anatta, Dukkha, Anicca)» был описан Макином как «сумасшедший, адский разгул», сравнивая его с Дэнни Эльфманом. «Mr. Capgras Encounters a Secondhand Vanity: Tulpamancer's Prosopagnosia / Pareidolia (As Direct Result of Trauma to Fusiform Gyrus)» — четвертая песня на Self-ish , в которой используется мелодичный рисунок в стиле панк-рока. Позже она была включена в летний плейлист «Weird Al» Янковича 2024 года.
« The Song with Five Names aka Soapbox Tao aka Checkmate Atheists! aka Neospace Government (aka You Can Never Know)» следует за « духовной, вдохновленной госпелом » песней при участии Алекса Наута из Foxy Shazam. Дайан Миранда из Gauntlet включила "Hand Me My Shovel, I'm Going In!" в плейлист песен, призванных ввести слушателя в состояние оцепенения, то время как Макин назвал его "безумным похоронным маршем ", в целом описав альбом как "цирк из ада". "Dr. Sunshine Is Dead" - это прогрессивнай рок песня с латинским вдохновением. Она фокусируется на драматической инструментовке саксофона, гитары и фортепиано, дополнительно включая трубу Алекса Наута.

## Трек-лист
Все треки написаны Уиллом Вудом.
1. "Self-" (2:35)
2. "2012" (4:04)
3. "Cotard's Solution" (5:05)
4. "Mr. Capgras Encounters a Secondhand Vanity: Tulpamancer's Prosopagnosia / Pareidolia (As Direct Result of Trauma to Fusiform Gyrus)" (3:43)
5. The Song with Five Names a.k.a. Soapbox Tao a.k.a. Checkmate Atheists! a.k.a. Neospace Government a.k.a. You Can Never Know (4:27)
6. "Hand Me My Shovel, I'm Going In!" (5:51)
7. "Dr. Sunshine Is Dead" (5:24)
8. "-ish" (2:15)

## Персонал
Информация об авторах взята из буклета альбома.

### Музыканты
- Уилл Вуд — вокал, фортепиано, казу
- Майк Боттильери — гитара, терменвокс , электродрель
- Дэвид Хигдон – тенор-саксофон , сопрано-саксофон
- Мэтт Олссон – ударные, перкуссия
- Джонатон Майсто — бас-гитара
- Алекс Наут – бэк-вокал (5), труба (7)
- Марио Конте – ударные (демо)

### Технические
- Кевин Антреассиан – продакшн, звукорежиссер , сведение , мастеринг
- Джонатон Майсто — дополнительная инженерия
- Дэвид Хигдон – демо-инженер
- Габриэль Фрэнсис – инженер-демонстратор
- Уилл Вуд – графический дизайн обложек альбомов
- Джесси Лазарус – фотография обложек альбомов
- Адам Наврот – дизайн логотипа
- Polo Itona – фотография на внутренней стороне рукава

### Дополнительные вокалисты
- Риз Ван Рипер — бэк-вокал
- Дилан Якобус — бэк-вокал
- Крис МакРей — бэк-вокал
- Ческа Коломбо – бэк-вокал
- Лиззи Роу — вокал в группе
- Келлиэнн Зелени — бандовый вокал
- Тимоти Симпсон — вокал банды
- Майк Ваблон – вокал группы
- Робби Стерн — вокал банды
- Бобби Саннер — вокал в группе
- Ребекка Пэддон – вокал в группе
- Бьянка Терези – вокал в группе